# Zongor Gábor
Zongor Gábor (Mosonmagyaróvár, 1953. június 11. –) magyar festőművész, jogász, politikus, országgyűlési képviselő.

## Életpályája

### Iskolái
Gyermekéveit Celldömölkön töltötte; itt végezte el az általános és középiskolát is. 1972–1977 között az Eötvös Loránd Tudományegyetem Jogtudományi Karának hallgatója volt. 1981-ben elvégezte az Eötvös Loránd Tudományegyetem Jogi Továbbképző Intézetét, ahol jogi szakvizsgát tett. 1988-ban elvégezte az Magyar Szocialista Munkáspárt Marxizmus–Leninizmus Esti Egyetem hároméves szakosított tagozatát.

### Pályafutása
1977-től az Államigazgatási Főiskola veszprémi intézetének óraadó tanára. 1977–1979 között a veszprémi Járási Hivatal előadója volt. 1980–1990 között a Veszprém Megyei Tanács főelőadója, tanácsosa, majd főosztályvezetője volt. 1982-től állította ki festményeit. 1984–1987 között szervezési és jogi osztályvezető volt. 1987–1989 között önkormányzati és személyzeti osztályvezetőként tevékenykedett. 1990-ben megbízott végrehajtó bizottsági titkár volt. 1990–1998 között a Veszprém Megyei Önkormányzat elnöke volt. 1991-től a Comitatus szerkesztőbizottsági elnöke. 1994–1995 között a Felsőoktatási Tudományos Tanács tagja volt. 1997–2011 között a Magyar Tudományos Akadémia Veszprémi Területi Bizottsága Államigazgatási és Alkotmányjogi, majd Közigazgatási Munkabizottságának elnöke volt. 1998-tól a Veszprémi Művész Céh tagja. 2000–2011 között a Területi Statisztika szerkesztőbizottságának tagja volt. 2001–2007 között a Magyar Akkreditációs Bizottság Magyar Tanácsadó Testület tagja volt. 2002-től a Magyar Regionális Tudományi Társaság tagja. 2008-tól az Új Magyar Közigazgatás szerkesztőbizottságának tagja. 2016-től a Magyar Tudományos Akadémia Veszprémi Területi Bizottsága újjáalakult Közigazgatási Munkabizottságának tagja.

### Politikai pályafutása
1976–1989 között az MSZMP tagja volt. 1990-ben megbízott vb-tiitkár volt. 1990–1998 között a Veszprém Megyei Közgyűlés elnöke (1994–1998: MSZP) volt. 1995–1998 között a M. Önkormányzatok Országos Szövetségének alelnöke volt. 1998-tól az MSZP tagja. 1998-tól a Veszprém Megyei Közgyűlés tagja. 1998–1999 között az MSZP veszprémi elnöke volt. 1998–1999 között országgyűlési képviselő (Veszprém megye) volt. 1999–2016 között a Települési Önkormányzatok Országos Szövetsége (TÖOSZ) főtitkára volt.

## Családja
Szülei Zongor Ferenc és Moravecz Erika voltak. 1976-ban házasságot kötött Purda Zsuzsannával. Három lányuk született: Klára (1977–), Veronika (1979–) és Fruzsina (1982–).

## Művei
- Csak az első lépés nehéz (Aczél Gáborral, 2001)

## Könyvillusztrációi
- Szabó Illés: Csillagkő (Budapest, 1995)
- Búzás Huba: Kávéillat – korán ébredőknek (Veszprém, 2000)
- Búzás Huba: Napranéző (Veszprém, 2003)
- Búzás Huba: Hajnali tótágasok (Budapest, 2006)
- Búzás Huba: Tépd le a napot (Budapest, 2007)
- Búzás Huba: Amerre a szél fúj (Budapest, 2010)

## Kiállításai
| - 1982 Székesfehérvár - 1985, 1989, 1992, 1999-2001, 2005-2006, 2008-2009, 2014, 2017 Veszprém - 1985 Dudar - 1986 Veszprémvarsány - 1988, 2006 Budapest - 1991, 2018 Pápa - 1999 Tihany, Zirc - 2001 Monostorapáti, Berhida, Balatonfűzfő - 2002 Balatonfüred - 2004 Balatonalmádi, Szigliget - 2005 Kecskemét - 2007 Sárvár, Lovas - 2008 Gödöllő, Veresegyház, Bakonybél - 2009 Litér, Rácalmás - 2010 Badacsonytomaj - 2011 Papkeszi, Balatonalmádi, Répcelak - 2012, 2014 Zirc - 2013 Balatonfűzfő, Rácalmás - 2014 Ászár, Velence - 2015 Albertirsa - 2016 Alsóörs - 2021 Paloznak | - 1991 Celldömölk - 1997 Genf, Veszprém, Brüsszel - 1999, 2002, 2004-2005, 2007, 2014, 2019 Veszprém - 2000 Zirc - 2003 Zalaegerszeg - 2008 Alsóörs - 2009 Pétfürdő, Nemesapáti, Révfülöp - 2010 Révkomárom, Balatonalmádi - 2011 Balatonfűzfő - 2012 Szarvas, Budapest, Tihany - 2013 Budapest - 2017-2019 Szarvas - 2019 Sárvár |

## Díjai, elismerései
- A Magyar Köztársasági Érdemrend középkeresztje (1994)
- Honvédelmi Kitüntető Cím I. osztály (1995)
- Comitatus Nívódíj III. fokozat (1999)
- Comitatus Nívódíj I. fokozat (2000)
- Comitatus Nívódíj II. fokozat (2004)
- Köllner Ferenc-emlékdíj (2005)
- Magyar Közigazgatásért Díj (2006)
- Magyary Zoltán-díj (2007)
- Deák Ferenc-jogász díj (2015)
- Veresegyház Pro Urbe Díj (2016)